# ハワード・マーシャル
イアン・ハワード・マーシャル（Ian Howard Marshall、1934年1月12日 - 2015年12月12日）は、スコットランドの福音派メソジストで、スコットランドのアバディーン大学神学部と宗教学部の新約聖書釈義の名誉教授と名誉研究教授である。また、彼はティンデル聖書研究所の所長である。そして、英国新約聖書協会（British New Testament Society）の前議長で、欧州福音主義神学者（the Fellowship of European Evangelical Theologians）の議長であった。
多数の著書があり、その中には2005年度ゴールド・メダル・ブック賞 en:Gold Medallion Book Awardの受賞作品『新約聖書神学』がある。

## 学問的関心
彼の主な学問的な関心はルカの福音書、使徒行伝、牧会書簡と新約聖書神学である。彼は、歴史家と神学者の両面から、ルカの作品に関心を持ってきた。
彼は、学生のための新約聖書緒論と、モルトンとゲーデンのギリシア語新約聖書のコンコルダンスの改訂に貢献した。

## 教育
- 神学博士DD, アズベリー神学校
- 修士号MA, 神学士BD, 哲学博士 PhD, アバディーン大学
- 学士BA, ケンブリッジ大学

## 著作
- 『Kept by the Power of God（神の力に保たれる）』, Carlisle:パターノスター出版 en:Paternoster Press, 1995年 (originally Epworth, 1969; Bethany, 1975).
- 『Luke: Historian and Theologian（ルカ：歴史家と神学者）』, Exeter:パターノスター出版, 1970年, 1989年.
- 『New Testament Interpretation（新約聖書釈義） (編集)』, Exeter: パターノスター出版 Paternoster Press, 1977年, 1979年.
- 『The Gospel of Luke（ルカの福音書） (新国際ギリシア語聖書注解), Exeter:パターノスター出版  Paternoster Press, 1978年.
- 『I believe in the historical Jesus（歴史的イエスを私は信じる）』ロンドン:ホッダー・アンド・ストートン （Hodder & Stoughton）, 1977年.
- 『ヨハネの手紙（The Epistles of John）』中村保訳、聖恵授産所出版 (新国際新約聖書注解), グランド・ラピッズ: エドマンズ、 1978年.
- 『使徒の働き』富田雄治訳、 (ティンデル聖書注解), ライセスター（Leicester）: IVP, 1980年.
- 『Last Supper and Lord's Supper（主の最後の晩餐）』, Exeter: Paternoster Press, 1980.
- 『1 and 2 Thessalonians（第一、第二テサロニケ人への手紙）』 (NCB), Grand Rapids: Eerdmans, 1983.
- 『Jesus the Saviour: Studies in New Testament Theology（救世主イエス：新約聖書神学の研究）, ロンドン: SPCK/Downers Grove: IVP, 1990.
- 『1 Peter（第一ペテロ）』 (IVP 注解シリーズ), Leicester: IVP, 1991.
- 『The Acts of the Apostles（使徒の働き）』 (Sheffield NT Guides), Sheffield Academic Press, 1992.
- 『The Epistle to the Philippians（ピリピ人への手紙）』 (Epworth Commentaries), ロンドン: Epworth Press, 1992.
- (K. P. ドンフライドと共に) 『The Theology of the Shorter Pauline Letters（短いパウロ書簡の神学）』 ケンブリッジ大学出版、1993年.
- ハワード・マーシャルとD・ピーターソン編集『Witness to the Gospel: The Theology of the Book of Acts（使徒の働きの神学）』 (Grand Rapids: * Eerdmans, 1998).
- (フィリップ・タウンナーとの共同執筆) 『A Critical and Exegetical Commentary on The Pastoral Epistles（牧会書簡の批評的と釈義的注解書）』国際批評的注解（International Critical Commentary), エディイバラ: T&T クラーク, 1999年.
- 『Concordance to the Greek New Testament（新約聖書ギリシア語のコンコルダンス）』 (モールトンとゲーデンの第六完全版), ロンドン: T&T クラーク, 2002年.
- (S・トラビス と I・パウルと共に) 『Exploring the New Testament（新約聖書の探求）』, 全二巻. ロンドン: SPCK, 2002.
- 『Beyond the Bible: Moving from Scripture to Theology（聖書の向こう側、聖書から神学への動き）Grand Rapids: Baker Academic, 2004.
- 『New Testament Theology: Many Witnesses, One Gospel（新約聖書神学：多くの証人、一つの福音）』, Downers Grove/Leicester: Inter-Varsity Press, 2004.

## オンライン著作
- The Theology of the Atonement (pdf)
- A Pocket Guide to New Testament Theology